# Burcht Baldenau
De Burcht Baldenau (Burg Baldenau) is de ruïne van een waterburcht op de Hunsrück tussen de dorpen Hundheim en Hinzerath, beide ortsteile van de gemeente Morbach in de Landkreis Bernkastel-Wittlich (Rijnland-Palts).

## Geografie
De ruïne is een van de weinige waterburchten op de Hunsrück en ligt in een hooggelegen dal. De gracht om de op een hoogte van 465 gelegen burcht wordt van water voorzien door de bovenloop van de Dhron, een zijriviertje van de Moezel.
Bij Baldenau behoort ook de stompe toren, die boven Hinzerrath aan de toenmalige romeinse straatweg en huidige Bundesstraße 327 gebouwd werd. Vanuit deze op een bergrug gelegen toren kon het opkomende gevaar vroegtijdig worden gezien en aan de burcht worden doorgegeven.

## Geschiedenis

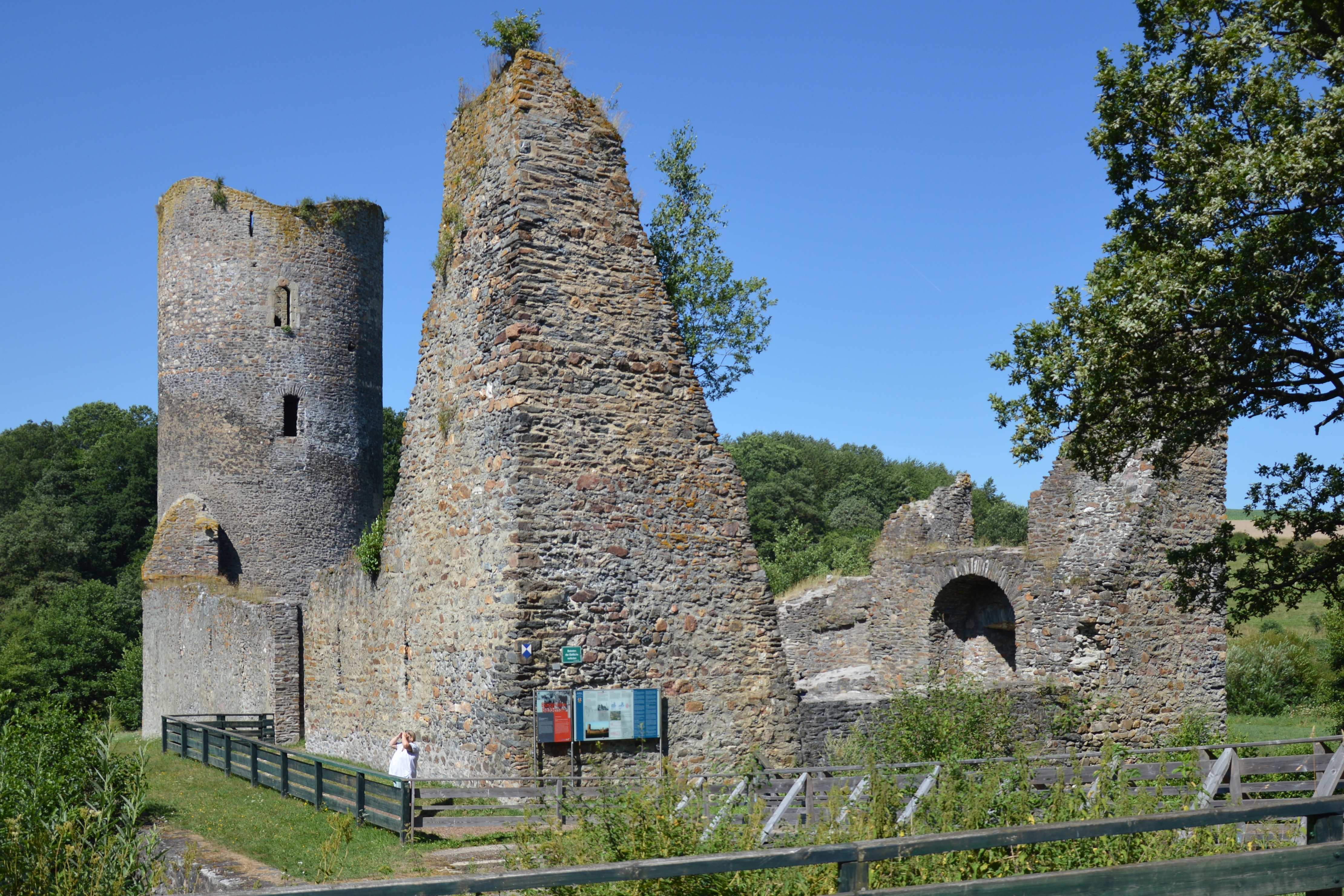
De burcht vanuit het zuidoosten

Vanaf het jaar 1315 werd de burcht door aartsbisschop Boudewijn van Trier gebouwd om zo zijn gebied tegenover het graafschap Van Sponheim veilig te stellen. Oorspronkelijk werd er ook een stad bij de burcht gepland, maar daar is het nooit van gekomen. De naam van de burcht werd ontleend aan het Keur-Trierse ambt Baldenau, waartoe de vijftien omliggende plaatsen behoorden.
Na verwoestingen door Zweedse troepen in de Dertigjarige Oorlog werd de burcht in 1649 tot 1654 weer hersteld. Tijdens de Paltse Successieoorlog werd de burcht echter in 1689 opnieuw en dit maal door Franse troepen van de Lodewijk XIV verwoest, waarna de burcht permanent een ruïne bleef. In 1982 werd de ruïne gerenoveerd.

## Toerisme
De ruïne is schilderachtig gelegen in een moerassig gebied en vrij toegankelijk voor bezoekers.

## Beschrijving
De wigvormige plattegrond van de burcht is circa 52 meter lang, tot 20 meter breed. In het spits aflopende zuidwestelijke deel staat de markante, 24 meter hoge bergfried. De toren heeft een doorsnee van 10,5 meter met een muursterkte tot maximaal 3,2 meter. Tegenover de bergfried liggen de spaarzame resten van het vroegere paleis. Aan de lengtezijden wordt de burcht door een ringmuur omgeven.
In de jaren 1982-1983 diende de ruïne als decor voor het eerste deel van de Heimat-trilogie van de in Morbach geboren filmregisseur Edgar Reitz.